# Hα

Emisión H-alfa: en el modelo simplificado de Rutherford Bohr del átomo de hidrógeno, las líneas de Balmer resultan del salto de un electrón entre el segundo nivel de energía más cercano al núcleo y aquellos niveles más distantes. La transición produce aquí un fotón H-alfa y la primera línea de la serie Balmer. Para el hidrógeno esta transición produce un fotón de longitud de onda de 656 nm (rojo).

En física se denomina H-alfa, escrito como Hα, a una de las líneas de emisión del espectro del hidrógeno. La línea de Hα se encuentra centrada en una longitud de onda de 656,3 nanómetros y es visible en la parte roja del espectro electromagnético. El término Hα se utiliza también para designar los filtros ópticos estrechos centrados en la frecuencia de emisión de la línea de Hα. Estos filtros se emplean, entre otras cosas, para la observación solar, con los que se consigue una buena observación de la cromósfera.
De acuerdo con el modelo atómico de Bohr, los electrones solo pueden existir en niveles cuantizados de energía, conclusión que deriva de su tercer postulado. El número cuántico principal n = 1, 2, 3, ... identifica a cada uno de estos niveles. Cuando un electrón de un átomo de hidrógeno hace una transición de un nivel n1 a uno menor, n2, emite un fotón de energía aproximadamente igual a la diferencia de energías entre los niveles n1 y n2. Cuando n2 = 2, las energías de los fotones son tales que las longitudes de onda asociadas pertenecen a la serie de Balmer, y son designadas de la siguiente manera:
- n = 3 a n = 2 se llama H-alfa, o Hα
- n = 4 a n = 2 se llama H-beta, o Hβ
- n = 5 a n = 2 se llama H-gamma, o Hγ, etc.

## Hα en astrofísica
Esta línea espectral es muy usada en astrofísica para multitud de aplicaciones:
- Estudio de la cromosfera solar y protuberancias solares.
- Estudio de nebulosas con formación estelar.
- Estudio de la tasa de formación estelar del Universo.

En concreto se conoce también como Hα los filtros de observación centrados en dicha línea.

Las cuatro líneas visibles del espectro de la emisión del hidrógeno en la serie de Balmer. La línea roja en el extremo derecho es H-alfa